# Unione Sportiva Arsenaltaranto 1998-1999
Questa pagina raccoglie le informazioni riguardanti la Unione Sportiva Arsenaltaranto nelle competizioni ufficiali della stagione 1998-1999.

## Risultati

### Campionato Nazionale Dilettanti

#### Girone di andata
| Arbitro: | Evangelista (Avellino) |

|             |           |                      |
| Ferraro 20’ | Marcatori | 57’ (rig.) Incarbona |

| Arbitro: | Crugliano (Crotone) |

|  |           |             |
|  | Marcatori | 33’ Lapenna |

| Maglie 20 settembre 1998 3ª giornata | Toma Maglie           | 0 – 0 | Arsenaltaranto | Stadio Antonio Tamborino Frisari\| Arbitro: \| Di Liberatore (Terni) \| |
| Arbitro:                             | Di Liberatore (Terni) |       |                |                                                                         |

| Arbitro: | Siragusa (Agrigento) |

|                                                |           |                   |
| Cangiano 7’, 67’ Naccari 29’, 59’ Campioli 48’ | Marcatori | Raucci 89’ (rig.) |

| Policoro 4 ottobre 1998 5ª giornata | Policoro         | 0 – 0 | Arsenaltaranto | Stadio Rocco Perriello\| Arbitro: \| Bianco (Pescara) \| |
| Arbitro:                            | Bianco (Pescara) |       |                |                                                          |

| Arbitro: | Montefusco (Napoli) |

|             |           |  |
| De Luca 82’ | Marcatori |  |

| Arbitro: | Giammillaro (Messina) |

|               |           |  |
| Bonissone 73’ | Marcatori |  |

| Arbitro: | Sciabarrà (Agrigento) |

|  |           |             |
|  | Marcatori | 41’ Aliotta |

| Arbitro: | Loffredo (Potenza) |

|  |           |             |
|  | Marcatori | 76’ De Luca |

| Arbitro: | Costantino (Roma) |

|  |           |            |
|  | Marcatori | 24’ Giacco |

| Arbitro: | Sperti (Rieti) |

|             |           |                      |
| Corallo 45’ | Marcatori | 87’ (rig.) Incarbona |

| Arbitro: | Nappi (Napoli) |

|  |           |                                    |
|  | Marcatori | 50’ Di Domenico 67’ (aut.) Capurro |

| Arbitro: | Marchesi (Bergamo) |

|            |           |             |
| Bitetto 1’ | Marcatori | 45’ De Luca |

| Arbitro: | Parisi (Tivoli) |

|             |           |  |
| De Luca 13’ | Marcatori |  |

| Arbitro: | Bono (Marsala) |

|                                 |           |             |
| Mosciaro 12’ Serrapede 69’, 90’ | Marcatori | 34’ Naccari |

| Taranto 6 gennaio 1999 17ª giornata | Arsenaltaranto   | 0 – 0 | Altamura | Stadio Erasmo Iacovone\| Arbitro: \| De Sio (Palermo) \| |
| Arbitro:                            | De Sio (Palermo) |       |          |                                                          |

#### Girone di ritorno
| Taranto 10 gennaio 1999 18ª giornata | Arsenaltaranto        | 0 – 0 | Cirò Krimisa | Stadio Erasmo Iacovone\| Arbitro: \| Campagna (Ostia Lido) \| |
| Arbitro:                             | Campagna (Ostia Lido) |       |              |                                                               |

| Arbitro: | Saveri (Viterbo) |

|                |           |                                         |
| Sangirardi 44’ | Marcatori | 8’ Zangla 42’ (rig.) Campioli 85’ Tondo |

| Arbitro: | Martinini (Rimini) |

|                        |           |                |
| De Luca 1’, 48’ (rig.) | Marcatori | 28’ Pellegrino |

| Arbitro: | Camilli (Roma) |

|                         |           |                                |
| Perrotta 83’ Rauchi 88’ | Marcatori | 20’ (rig.), 27’ (rig.) Germoni |

| Arbitro: | Montefusco (Napoli) |

|                          |           |  |
| Incarbona 4’ Naccari 67’ | Marcatori |  |

| Arbitro: | Gobbio (Padova) |

|  |           |              |
|  | Marcatori | 76’ Campioli |

| Arbitro: | D'Andria (Nocera Inferiore) |

|                                       |           |                |
| Cangiano 16’ Campioli 29’ De Luca 43’ | Marcatori | 28’ Pellegrino |

| Arbitro: | Candotti (Aprilia) |

|  |           |               |
|  | Marcatori | 83’ Incarbona |

| Arbitro: | D'Agostino (Marsala) |

|              |           |  |
| Incarbona 4’ | Marcatori |  |

| Arbitro: | Faverani (Lodi) |

|                                   |           |                    |
| Ferrigna 27’ Londino 45+1’ (rig.) | Marcatori | 17’, 90+9’ Naccari |

| Arbitro: | Poggi (Piombino) |

|                                  |           |                         |
| Cambareri 25’, 81’ (rig.), 90+3’ | Marcatori | 31’, 51’ (rig.) De Luca |

| Arbitro: | Evangelista (Avellino) |

|             |           |  |
| Mancuso 70’ | Marcatori |  |

| Arbitro: | Iannarelli (L'Aquila) |

|               |           |  |
| Silvestri 11’ | Marcatori |  |

| Arbitro: | Altomare (Molfetta) |

|                                              |           |                                                                |
| Orsini 15’ Campioli 21’ (rig.) Migliozzi 77’ | Marcatori | 17’, 70’ (rig.) Insanguine 54’ Cassano 82’ Bitetto 90+2’ Danza |

| Arbitro: | Majonchi (Lucca) |

|              |           |             |
| Pucciano 78’ | Marcatori | 76’ Mancuso |

| Arbitro: | Paoloni (Roma) |

|                                |           |  |
| Naccari 27’ De Luca 52’ (rig.) | Marcatori |  |

| Arbitro: | Elia (Lecce) |

|                             |           |            |
| Oppedisano 20’ Ruscitti 71’ | Marcatori | 86’ Nettis |

### Coppa Italia Dilettanti

#### Gruppo 31
| Squadra    | P.ti | G | V | N | P | GF | GS | DR |
| ---------- | ---- | - | - | - | - | -- | -- | -- |
| 1. Fasano  | 4    | 2 | 1 | 1 | 0 | 3  | 2  | +1 |
| 2. Taranto | 3    | 2 | 1 | 0 | 1 | 2  | 2  | 0  |
| 3. Martina | 1    | 2 | 0 | 1 | 1 | 1  | 2  | -1 |

| Arbitro: | Giannocaro (Lecce) |

|                     |           |                      |
| Insanguine 49’, 68’ | Marcatori | 55’ (rig.) Incarbona |

| Arbitro: | Gialluisi (Barletta) |

|              |           |  |
| Campioli 74’ | Marcatori |  |